# Espressionismo (danza)

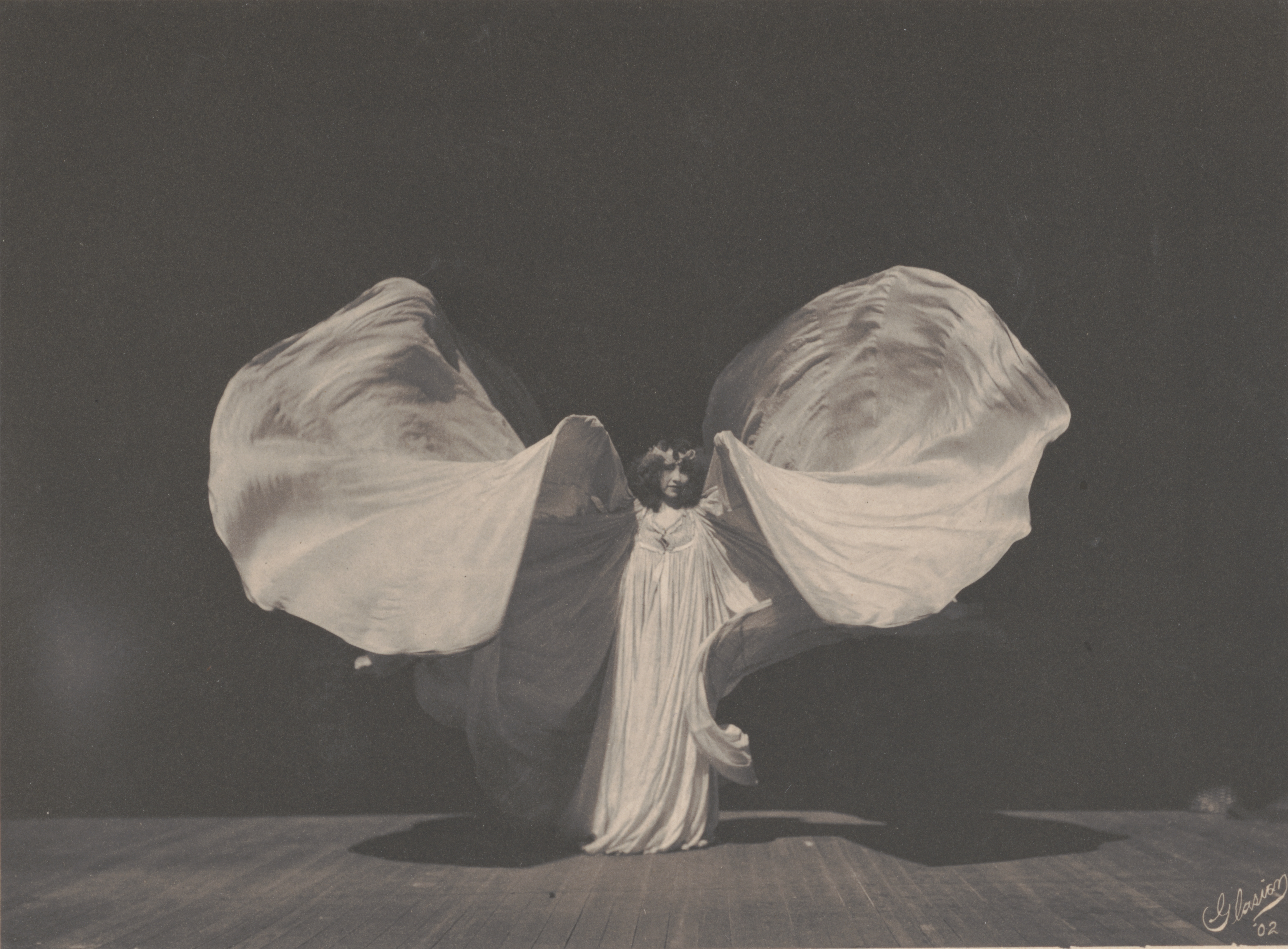
Loie Fuller nel 1902

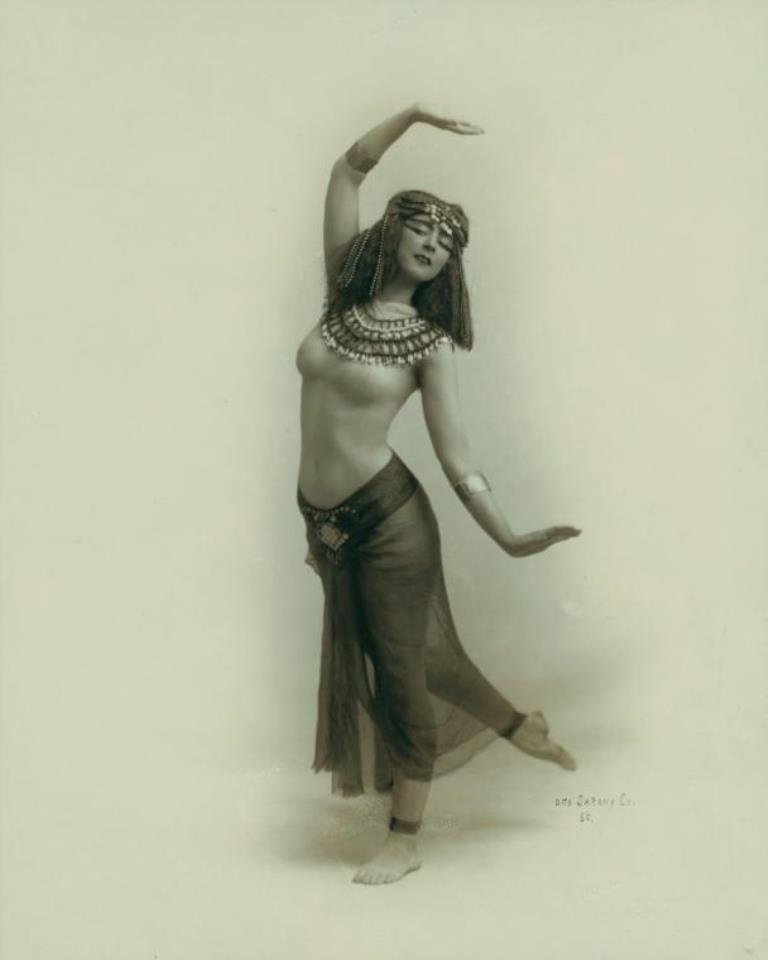
Ruth St. Denis, l'antico egiziano, 1910

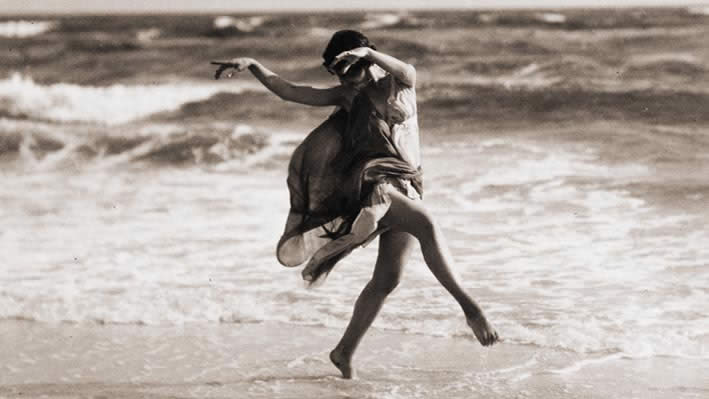
Isadora Duncan sul lungomare 1915

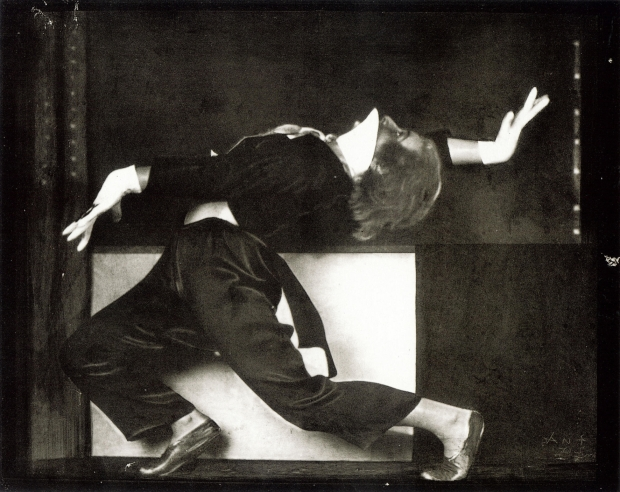
Hilde Holger 1926

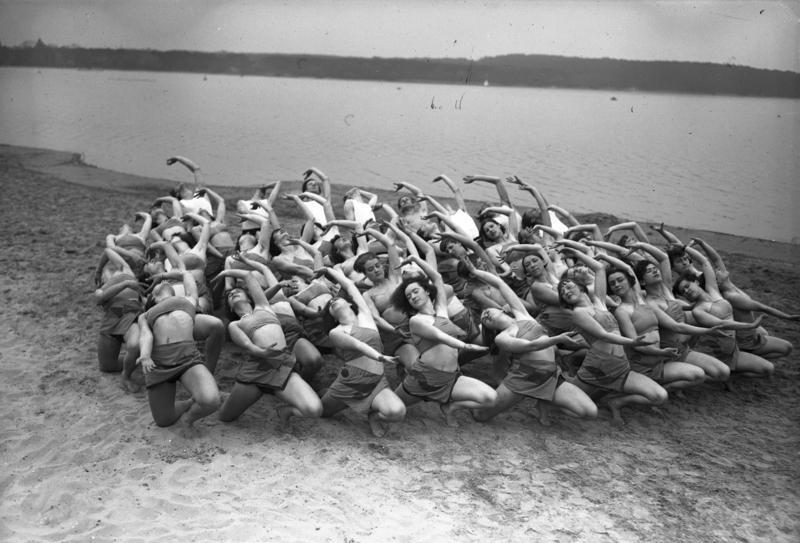
Studenti di ballo della scuola di ballo di Rudolf von Laban 1930

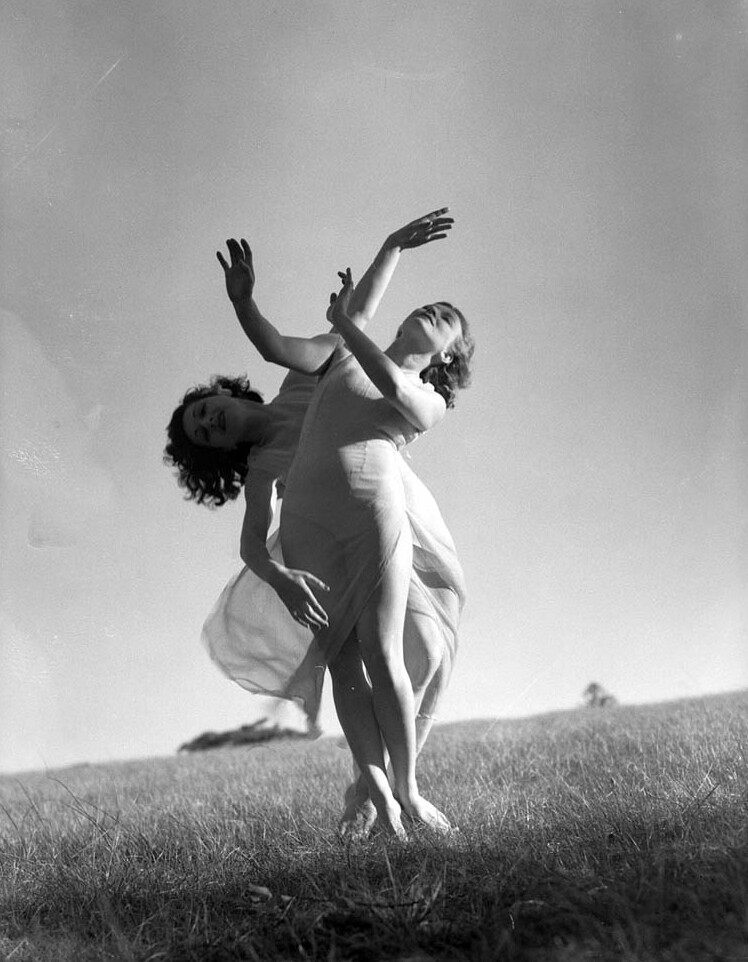
Emmy Towsey (Taussig) ed Evelyn Ippen, Bodenwieser Ballet in Centennial Park a Sydney, Australia ca. 1939

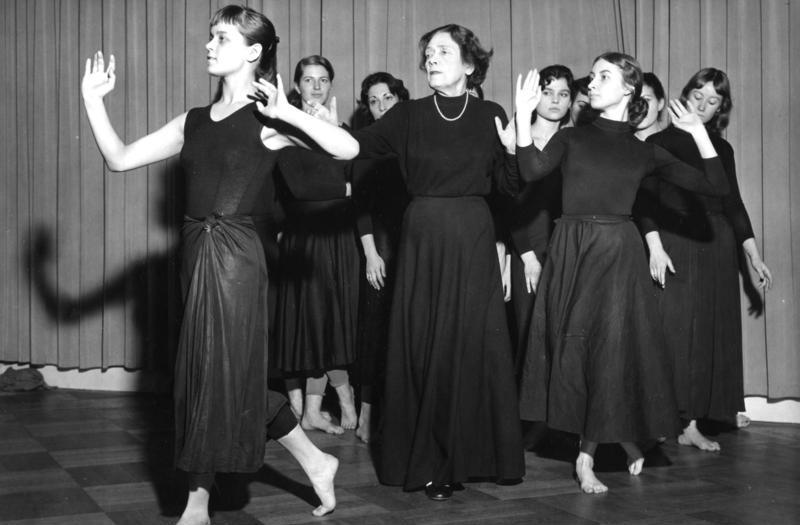
Mary Wigman con gli studenti 1959

La danza espressionista (Ausdruckstanz o Neuer Tanz in tedesco, Fridans in svedese) è un termine per un movimento nato nel 1900 come protesta contro la stagnazione artistica del balletto classico, percepito come l'austero, meccanico e tenuto stretto in forme fisse e convenzionali. La nuova danza era più libera, naturale e meno governata dalle regole. Fu fortemente influenzato dal passaggio delle arti visive espressioniste. La danza espressionista fiorì fino alla seconda guerra mondiale, quando scomparve quasi completamente nell'Europa centrale. 
Tipico della danza espressionista erano le numerose serate di "danza solista" che venivano organizzate, spettacoli visti come l'affermazione dell'individuo nel creare e presentare le proprie opere coreografiche. Spesso i coreografi e ballerini erano la stessa persona. La terminologia è diversa e il concetto di "danza espressionista" è entrato in uso intorno alla metà del 1900 come concetto più ampio di danza moderna, arrivando in gran parte a fondersi con il balletto tradizionale. 
Nel tempo le sono stati dati altri nomi come Moderner Tanz, Absoluter Tanz, Freier Tanz, Tanzkunst e Bewegungskunst, che invece non hanno avuto successo. La danza espressionista tedesca è legata al Teatrodanza. 

## Storia
La danza espressionista è stata caratterizzata dal passaggio del modernismo, del vitalismo, dell'espressionismo, dell'avanguardia e di una protesta generale contro la stagnazione artistica e la vecchia società. Il balletto era percepito come un intrattenimento superficiale. In quanto la danza era descritta come l'arte del movimento, la nuova danza sarebbe stata arte, creazione individuale e artistica. Fu una rivoluzione, la danza diventò più espressiva, in grado di mostrare più spirito ed emozione e meno virtuosismo. Divenne improvvisata, disinibita e provocatoria. I futuri movimenti di riforma spirituale e corporea si esprimevano in una nuova danza "naturale", dove le donne erano al centro della scena. Protagonista chiave fu Isadora Duncan, che intorno al 1900 aveva appreso la tecnica e il costume della danza classica. Si era persino tolta le scarpe da ballo perché "non suoni il pianoforte con i guanti". Voleva unire il corpo, la mente e lo spirito nella sua arte e cercò ispirazione con Olga Desmond nell'antica arte greca ed egizia, durante il periodo dell'orientalismo. 
I movimenti rivoluzionari in Germania e negli Stati Uniti erano più evidenti, due paesi che non avevano un'antica tradizione del balletto radicata. I primi in Europa furono, ad esempio, Clotilde von Derp, Hertha Feist, Hilde Holger, Loïe Fuller, Jo Mihaly e soprattutto Mary Wigman. 
Le scuole di danza espressionista mettevano enfasi sulla filosofia della danza come naturalezza, respiro, tensione o rilassamento ecc. Era spesso associata al contatto con il pavimento, al "peso" dei movimenti e agli esperimenti con la musica. Corpo e fisicità erano fortemente enfatizzati. Rudolf von Laban fu una figura teorica di spicco della nuova corrente che prestò servizio per un certo periodo nella comunità di Monte Verità, diventato anche un centro della nuova danza. Uno dei suoi studenti fu Kurt Jooss. 

## Esponenti della danza espressionista
Mary Wigman è stata un'importante apripista come ballerina, coreografa e insegnante. Nella sua scuola di Dresda (aperta nel 1920) insegnò i primi passi agli aspiranti ballerini europei Gret Palucca, Harald Kreutzberg, Jeanna Falk, Dore Hoyer e Yvonne Georgi. Hanya Holm portò le sue teorie negli Stati Uniti, mentre Birgit Åkesson aveva seguito una sua strada nelle ricerche sulla danza.
La Denishawn School negli Stati Uniti (fondata da Ruth St. Denis e Ted Shawn e che ebbe come studenti Martha Graham e Doris Humphrey), con la sua danza indipendente e pionieristica divenne la spina dorsale della danza moderna che ritroviamo ancora oggi. Un altro esponente fu Butō, che si ispirò alla danza espressionista tedesca degli anni '50. 
Nel 2014, la ballerina indiana Patruni Sastry creò la coreografia per uno stile di danza indiana espressionista ispirato all'espressionismo tedesco e alla danza classica indiana Bharatanatyam
La coreografa e performer britannica Liz Aggiss, che si era allenata con Hanya Holm e Hilde Holger, realizzò opere di danza espressionista a cominciare dal 1986. La sua prima danza personale, Grotesque Dancer, si ispirò a Valeska Gert. Nel 1992, Holger mise in scena quattro danze per Aggiss dal suo repertorio: Die Forelle (La trota) (1923), Le Martyre de San Sebastien (1923), Mechaniches Ballett (1926) e Golem (1937). Queste furono eseguite per la prima volta, come Vier Tanze, al Festival dell'Espressionismo di Manchester nel 1992. Sophie Constanti scrisse che "tutti e quattro i pezzi ballati con grande sensibilità e aplomb da Aggiss... hanno fornito una visione affascinante della danza espressiva (Ausdruckstanz) perduta dell'Europa centrale".

## Letteratura sull'argomento
- Bergsohn, H. e Partsch-Bergsohn, I. The Makers of Modern Dance in Germany: Rudolf Laban, Mary Wigman, Kurt Jooss, Gruppo di editori indipendenti (2003) ISBN 0-87127-250-4
- Robinson, J. , Modern Dance in France, 1920-1970: An Adventure, Routledge (1998) ISBN 90-5702-015-7
- Vernon-Warren, B. e Warren, C. , Gertrud Bodenwieser e il contributo di Vienna ad Ausdruckstanz, Routledge (1999) ISBN 90-5755-035-0
- Kolb, A. Esecuzione della femminilità. Danza e letteratura nel modernismo tedesco, Oxford: Peter Lang (2009) ISBN 978-3-03911-351-4
- Amelie Soyka (Hrsg.): Tanzen und tanzen und nichts als tanzen Tänzerinnen der Moderne von Josephine Baker bis Mary Wigman , Aviva, Berlino 2004 ISBN 3932338227
- Hermann und Marianne Aubel: Der Künstlerische Tanz unserer Zeit Die Blauen Bücher. KR Langewiesche, Lipsia 1928, 1935; Neudruck der Erstausgabe nebst Materialien zur Editionsgeschichte. Einführender Saggio von Frank-Manuel Peter. Ed. von der Albertina Wien, Langewiesche, Königstein i. Ts (2002) ISBN 3-7845-3450-3
- Alexandra Kolb: Performing Femininity Danza e letteratura nel modernismo tedesco Oxford: Peter Lang (2009) ISBN 978-3-03911-351-4
- Silke Garms: TanzBalance. Ausdruckstanz für Frauen Rosenholz, Kiel / Berlino (1999) ISBN 9783931665012
- Silke Garms: Tanzfrauen in der Avantgarde Lebenspolitik und choreographische Entwicklung in acht Porträts Rosenholz, Kiel / Berlino (1998) ISBN 3931665119  / ISBN 9783931665111
- Hedwig Müller: Die Begründung des Ausdruckstanzes durante Mary Wigman Köln, Phil. Insultare, (1986)
- Hedwig Müller: Mary Wigman  Leben und Werk der großen Tänzerin , Ed. von der Akademie der Künste Berlin. Beltz / Quadriga, Weinheim / Berlino (1992) ISBN 3886791483
- Hedwig Müller, Frank-Manuel Peter, Garnet Schuldt: Dore Hoyer Tänzerin Hentrich, Berlino (1992) ISBN 3894680121